# Ladislav Vojáček
Ladislav Vojáček (* 28. ledna 1952 Zlín) je právník a vysokoškolský pedagog, zabývající se dějinami práva.

## Život
V roce 1975 absolvoval Právnickou fakultu Univerzity Jana Evangelisty Purkyně v Brně. Na základní vojenskou službu nastoupil k pohraniční stráži a byl převelen na třetí fakultu VŠ SNB v Holešově (Fakulta ochrany hranic), kde působil jako asistent a vyučoval historickoprávní předměty. V letech 1978 až 1979 absolvoval externí kurs pedagogiky a psychologie na Pedagogické fakultě Univerzity Palackého v Olomouci. V roce 1979 obhájil na Právnické fakultě Univerzity Karlovy v Praze rigorózní práci věnovanou problematice stanovení československých státních hranic a byl mu udělen titul JUDr. V roce 1981 zahájil v Praze externí studium vědecké aspirantury a po obhájení kandidátské disertační práce na téma ochrany státních hranic po roce 1945 mu byla v roce 1986 udělena vědecká hodnost kandidáta právních věd v oboru dějiny státu a práva. Po přemístění holešovské fakulty do Bratislavy přešel na druhou fakultu VŠ SNB do Prahy, kde v dalších letech působil na Katedře dějin státu a práva jako odborný asistent.
Po listopadu 1989 pracoval na Institutu pro výchovu a vzdělávání Federálního ministerstva vnitra a na Střední odborné škole Federálního policejního sboru. V roce 1992 byl přijat na Katedru dějin státu a práva Univerzity Komenského v Bratislavě jako odborný asistent. Tam se v roce 1996 habilitoval s prací o německém celním právu v 19. století. Zároveň působil i na Právnické fakultě MU v Brně, kde později začal pracovat na plný úvazek. V V letech 2008-2019 byl vedoucím katedry dějin státu a práva Právnické fakulty Masarykovy univerzity. V roce 2010 byl na Univerzitě Karlově jmenován profesorem právních dějin. Od roku 2004 působil také na Fakultě práva soukromé Bratislavské vysoké školy práva (dnes Paneurópskej vysokej školy práva).
Ladislav Vojáček byl členem KSČ a ČSTV. V současnosti zastává funkci člena Vědecké rady Právnické fakulty MU.

## Dílo
V období socialismu se Vojáček zabýval problematikou právní úpravy stanovení a ochrany státních hranic. Po revoluci se zaměřil zejména na vývoj celního práva v 19. století, na problematiku postavení Slovenska v Československu a na vývoj právní vědy na brněnské právnické fakultě. V posledních letech se zabývá vývojem pracovního a obchodního práva ve 20. století. Je spoluautorem učebnic českých právních dějin, slovenských právních dějin a obecných právních dějin a dvoudílných Dějin právnické fakulty Masarykovy univerzity (1919-2019).

## Významné práce
- VOJÁČEK, Ladislav, SCHELLE, Karel, TAUCHEN, Jaromír, Dějiny právnické fakulty Masarykovy univerzity (1919-2019). I., II.Brno: MU, 2019
- VOJÁČEK, Ladislav. První československý zákon. Pokus o opožděný komentář. Praha: Wolters Kluwer, 2018
- VOJÁČEK, Ladislav a kol., České právní dějiny. 3. upravené vydání. Plzeň: Vydavatelství a nakladatelství Aleš Čeněk, 2016
- VOJÁČEK, Ladislav, SCHELLE, Karel, Právní dějiny na území Slovenska. 2. vydání. Plzeň: A. Čeněk, 2014
- VOJÁČEK, Ladislav, SCHELLE, Karel, TAUCHEN, Jaromír a kol., Vývoj soukromého práva na území českých zemí. I a II. díl. Brno: Masarykova univerzita, 2012.
- VOJÁČEK, Ladislav a kol., Nástin právních dějin. Brno: Masarykova univerzita, 2011
- SCHELLE, Karel, VOJÁČEK, Ladislav, Právní dějiny a brněnská právnická fakulta (1919 – 2009). K 90. výročí Masarykovy univerzity a její právnické fakulty. Ostrava : KEY Publishing, 2010
- VOJÁČEK, Ladislav, Brněnská právnická fakulta v meziválečném období let 1919 – 1939. In: MALÝ, K. – SOUKUP, L. (eds.), Československé právo a právní věda v meziválečném období a jejich místo ve střední Evropě. Praha: Karolinum 2010, s. 126 – 247.
- VOJÁČEK, Ladislav, Urážky, pomluvy, nactiutrhání: ochrana cti v československém trestním právu. Praha: Eurolex Bohemia, 2006
- VOJÁČEK, Ladislav, České právní dějiny do roku 1918. UK, Bratislava, 2004
- VOJÁČEK, Ladislav, Zákonodárství SNR 1944-1989. In: Vývoj práva v Československu v letech 1945-1989. Sborník příspěvků. Karolinum, Praha, 2004, str. 635-689
- VOJÁČEK, Ladislav, Celní právo a celní politika v procesu prvního sjednocení Německa. Brno: Masarykova univerzita, 1995